# 鎂橄欖石
镁橄榄石（英語：Forsterite）（(Mg2SiO4；通常縮寫為Fo；也稱為白色橄欖石）
是橄欖石固溶體系列中的富鎂終端礦物。 另一它終端礦物為鐵橄欖石(fayalite)。 兩者為異質同形結晶。 鎂橄欖石屬正交晶系（空間群 Pbnm），晶胞參數 a 4.75 Å (0.475 nm)，b 10.20 Å (1.020 nm) 和 c 5.98 Å (0.598 nm) 。 
鎂橄欖石產於火成岩和變質岩，在隕石中也有發現。 2005 年，在 Stardust 探測器返回的彗星塵埃中也發現了它。 2011 年，它也正在形成的恆星周圍的塵埃氣體雲中被發現。
鎂橄欖石的兩種同质异形体為：瓦茲利石(wadsleyite)（正交晶系）和尖晶橄欖石（立方晶系）。 兩者主要是從隕石中發現的。
貴鎂橄欖石（Peridot）是鎂橄欖石的寶石品種。

## 成分

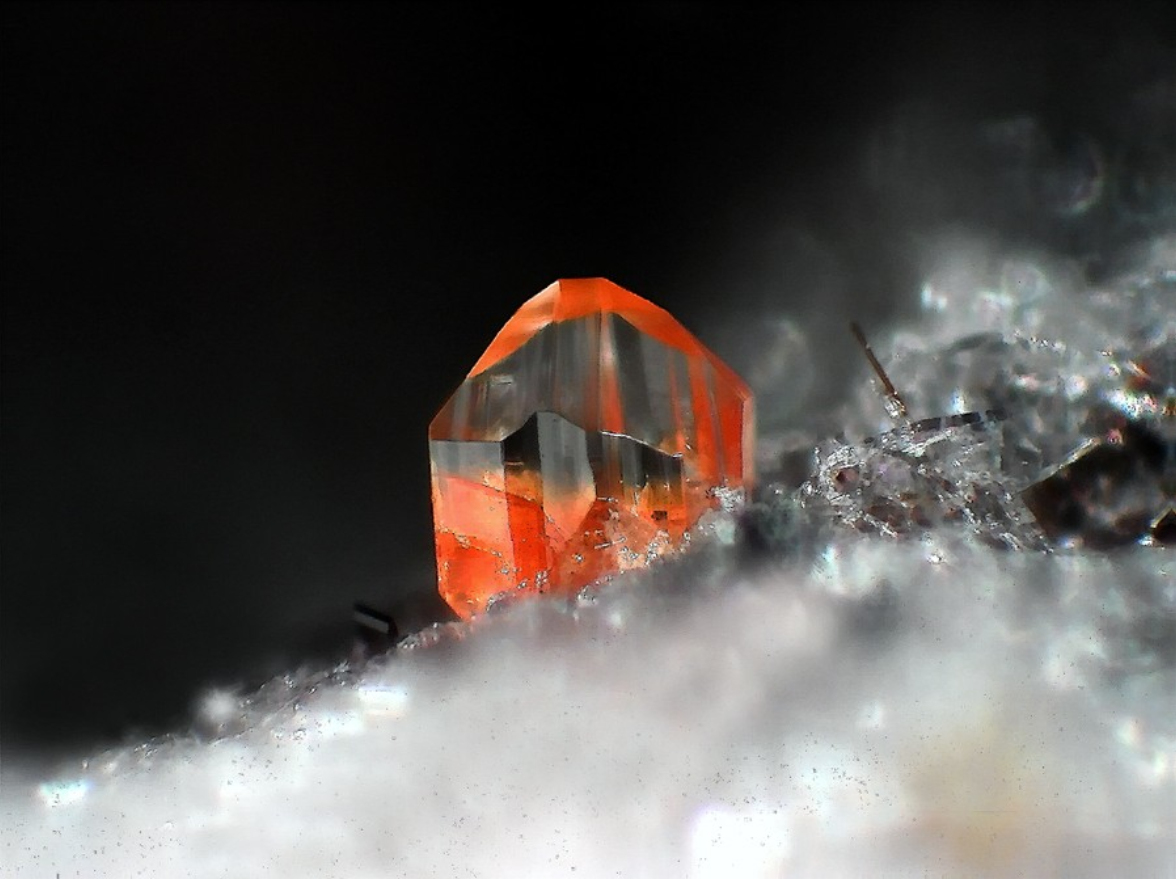
橙色鎂橄欖石和一部分锰橄榄石(tephroite)

純鎂橄欖石由鎂、氧和矽組成。 化學式為Mg2SiO4。 鎂橄欖石、鐵橄欖石(fayalite) (Fe2SiO4)和锰橄榄石(tephroite)  (Mn2SiO4)是橄欖石固溶體系列的終端礦物； 其他元素如 Ni 和 Ca 替代橄欖石中的 Fe 和 Mg，但在自然產狀中所佔比例很小。 其他礦物，如钙镁橄榄石(monticellite) (CaMgSiO4),，是一種不常見的富含鈣的礦物，具有橄欖石結構，但橄欖石與這些其他礦物之間的固溶體是有限的。钙镁橄榄石產於接觸變質的白雲岩中。

## 地質產狀
含鎂橄欖石量高的橄欖石是地幔中，深度約 400 公里（250 英里）以上，最多的礦物； 輝石也是地幔上部的重要礦物。  純鎂橄欖石不存在於火成岩中，但純橄欖岩(dunite)通常含有橄欖石，其鎂橄欖石含量至少與 Fo92 一樣含高量的鎂（92% 鎂橄欖石 – 8% 鐵橄欖石）； 普通橄榄岩含有的橄欖石，其含鎂量通常至少與 Fo88 一樣。  由於其高熔點，橄欖石晶體是從岩漿熔體中沉澱出來的第一批礦物，與斜方輝石一起沉澱。從地幔岩漿出來的岩石，其橄欖石通常含高量的鎂橄欖石。 鎂鐵質和超鎂鐵質岩石中的橄欖石通常含高量的鎂橄欖石終端礦物。
鎂橄欖石也出現在白雲質大理石中，這是由高鎂石灰石和白雲石變質作用產生的。  一些變質蛇紋岩中也有純鎂橄欖石， 但缺失鐵橄欖石。純鐵橄欖石在一些花崗岩類岩石中為次要成分，但它是一些變質帶狀鐵地層的主要成分。

## 發現與命名

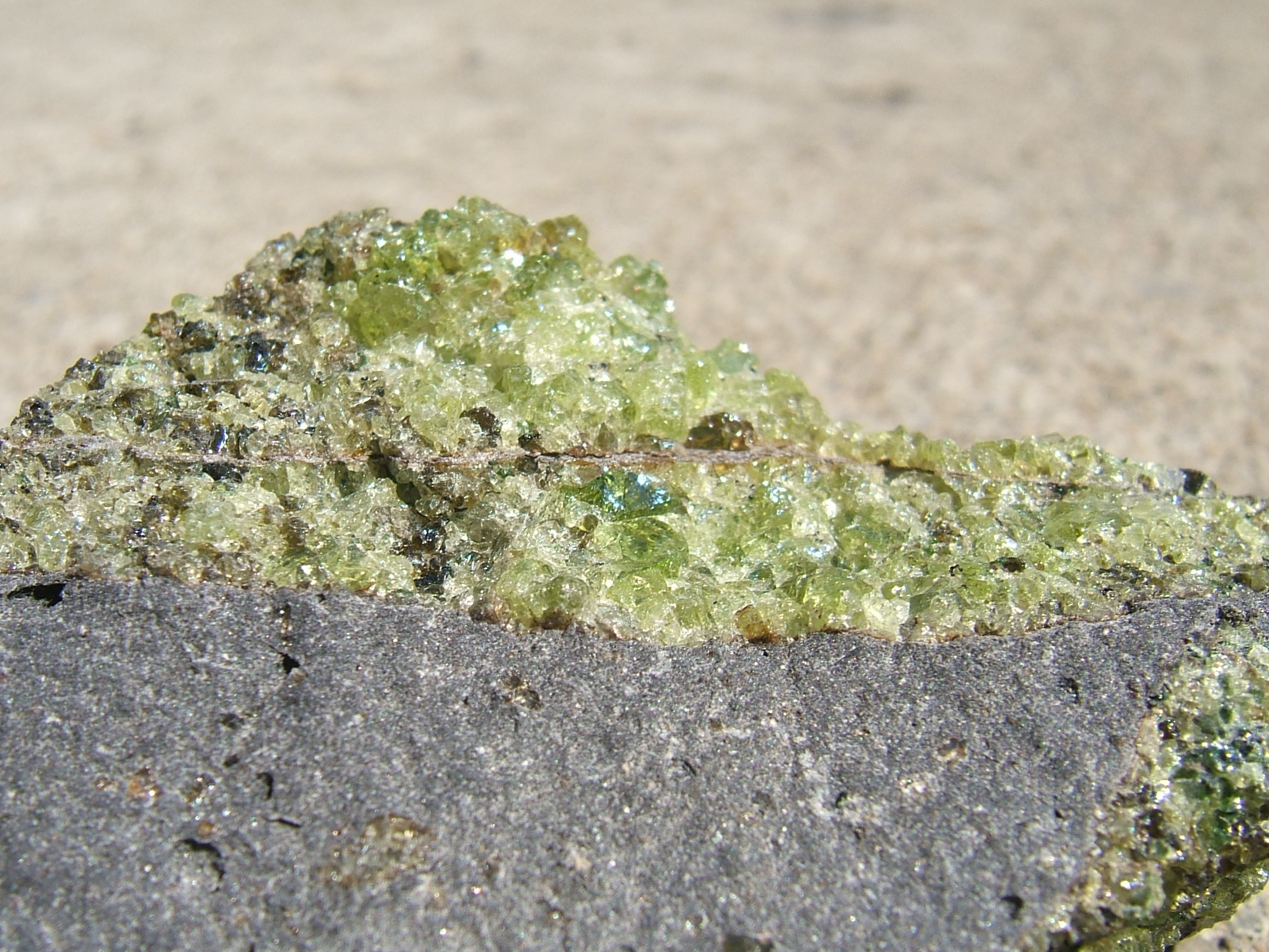
玄武岩中的贵橄榄石(Peridot)，鎂橄欖石變種之一。含有少量輝石（棕色）。 採集地點：亞利桑那州橄欖石附近。

鎂橄欖石於 1824 年首次在意大利維蘇威火山的索馬山被發現。 經由 Armand Lévy 於 1824 年以英國博物學家和礦物收藏家 Adolarius Jacob Forster 的名字命名.